# Кочергин, Иван Георгиевич
Иван Георгиевич Кочергин (1903 — 5 января 1980, Москва) — советский врач, организатор здравоохранения, учёный, педагог, общественный деятель.
Член-корреспондент Академии медицинских наук СССР (1952), заслуженный деятель науки РСФСР (1963).

## Биография
В 1922 году по командировке ЦК ВЛКСМ направлен на учёбу на медицинский факультет 2-го Московского государственного университета, который закончил в 1927 году, и был оставлен для обучения в ординатуре в клинике факультетской хирургии, под руководством профессора С. И. Спасокукоцкого.
Вместе с профессором Спасокукоцким разработал простой и эффективный метод обеззараживания рук хирурга перед операцией (Метод Спасокукоцкого — Кочергина), который вошёл в хирургическую практику в 1928 году.
После окончания ординатуры работал ассистентом на этой кафедре. В июле 1932 года был командирован на Дальний Восток в качестве старшего хирурга на строительство железной дороги.
В марте 1934 году по приглашению профессора В. И. Иоста, директора госпитальной хирургической клиники Горьковского медицинского института, приезжает в Горький, где начинает работать ассистентом в этой клинике. В Горьковском медицинском институте много оперирует, занимается лечением больных с переломами костей. Изучает особенности внутрисуставных переломов локтевого и коленного суставов у детей и взрослых, разрабатывает принципы их диагностики и раннего функционального лечения. По этой проблеме были опубликованы две статьи (1941), которые до сих пор не потеряли своего практического значения. В 1937 году получил учёную степень кандидата медицинских наук и звание доцента. В этом же году он был утверждён директором Горьковского медицинского института (самый молодой директор вуза за все время его существования).
В феврале 1940 года успешно защитил диссертацию на степень доктора медицинских наук по теме «Обработка рук и операционного поля 0,5 % раствором нашатырного спирта».
В октябре 1940 года переводится в Москву в Комитет по делам высшей школы при СНК СССР и назначается начальником отдела медицинских вузов, а с организацией Министерства высшего образования — и членом коллегии этого министерства. Работу в министерстве совмещал с работой в клинике факультетской хирургии 2-го Московского медицинского института (заведующий — профессор С. И. Спасокукоцкий, с 1943 года профессор А. Н. Бакулев).
Занимался исследованием состояния больных, перенесших операции на желудке. Были скрупулёзно и на большом материале изучены изменения крови до операции, во время операции и после неё. В 1944 году предложил и разработал технику внутрикишечного гексеналового наркоза. В годы Великой Отечественной войны одним из первых применил «радиощуп» для определения места расположения металлических инородных тел в мягких тканях.
В 1947 году был утверждён членом Высшей аттестационной комиссии, в 1952 году избран членом-корреспондентом АМН СССР.
В 1952—1956 годах — заместитель министра здравоохранения СССР и председатель Учёного медицинского совета МЗ СССР.
С 1956 года — старший советник Министерства здравоохранения Китайской Народной Республики. В Китае были написаны и опубликованы три монографии — «Профилактика и лечение паразитарных заболеваний — шистосоматоза» (1956), «Высшее медицинское образование в СССР и КНР» (1957), «Здравоохранение и медицина в КНР» (1959). Две первые работы были переведены на китайский язык.
В 1959 году вновь назначен заместителем министра здравоохранения СССР, в 1964—1970 годах — проректором по научной работе 2-го Московского медицинского института имени Н. И. Пирогова. В 1970 году был назначен научным руководителем, а в последующем — консультантом лаборатории по трансплантологии Центральной научно-исследовательской лаборатории этого же института и принимал активное участие в создании гемостатического органического препарата.
Скончался 5 января 1980 года. Похоронен в Москве на Кунцевском кладбище.

## Научная деятельность
Автор более ста научных работ, в том числе 8 монографий, по вопросам общей хирургии, травматологии, анестезиологии, организации здравоохранения, истории медицины, высшего медицинского образования и библиографии.

### Пироговские чтения
Один из организаторов Пироговских чтений. По его предложению в декабре 1962 года было решено проводить Пироговские чтения не только в тех городах, которые были связан с жизнью и деятельностью Н. И. Пирогова, но и в других крупных научных и промышленных центрах страны. В связи с этим очередные Пироговские чтения состоялись в Свердловске 11 декабря 1963 года, на которых выступил с докладом «Н. И. Пирогов и вопросы высшего медицинского образования». В декабре 1964 года был избран заместителем председателя Пироговской комиссии, в которую включено восемь человек.

## Общественная и издательская деятельность
Член правления Всесоюзного и Московского обществ хирургов, член Интернационального общества хирургов, член редколлегии Большой медицинской энциклопедии, заместитель главного редактора журнала «Вестник АМН СССР», редактор издательства «Медицина». В 1961—1970 годах под общей редакцией профессора И. Г. Кочергина выходил карманный «Календарь врача».

## Награды
- В 1963 году присвоено звание Заслуженный деятель науки РСФСР.
- Награждён орденом Ленина, двумя орденами Трудового Красного Знамени, орденом Октябрьской Революции, медалью КНР «Китайско-советская дружба», 15 медалями СССР.